# Аз-Загір
Аз-Загір (араб. الظاهر) — один з районів Каїра, Єгипет. Межує з районами Аббасія і  Сакакіні.
Аз-Загір названий на честь аль-Малік аз-Загір Рукн аль-Дін Бейбарс аль-Бундукдарі Абуль-Футух ас-Салиха (1223—1277), який був мамлюкським султаном Єгипту і Сирії. Султан був видатим полководцем свого часу, за що отримав від свого народу ім'я Абд ель-Фатіх, тобто «Батько Перемоги». Його спогади були записані в арабські фольклорний казки Сирт аль-Загір Бейбарса.
Квартал Ес-Сакакіні спочатку був частиною Ез-Загір, але згодом був виділений в окрему територіальну одиницю.